# Grande armée de la république (États-Unis)
Pour les articles homonymes, voir GAR.
La Grande armée de la république  (en anglais Grand Army of the Republic, GAR) est une organisation fraternelle composée de vétérans de l'armée de l'Union (U.S. Army), de la marine de l'Union (U.S. Navy), des Marines et de l'U.S. Revenue Cutter Service qui servent lors de la guerre de Sécession pour les forces nordistes, dites fédérales.
Fondée en 1866 à Decatur dans l'Illinois et croissant jusqu'à inclure des centaines de postes (unités des communautés locales) à l'échelle de la nation, (surtout dans le Nord, mais aussi quelques-uns dans le Sud et l'Ouest), elle est dissoute en 1956, lorsque son dernier membre, Albert Woolson (1850 – 1956) de Duluth, dans le Minnesota, meurt. Reliant les hommes à travers leur expérience de la guerre, la G. A. R. devient parmi les premiers groupes de défense organisés de la vie politique américaine, en soutenant les droits de vote pour les anciens combattants noirs, promouvant l'éducation patriotique, contribuant à faire du Memorial Day une fête nationale, faisant du lobbying auprès du Congrès des États-Unis pour établir régulièrement les pensions des anciens combattants, et soutenant les candidats républicains. Son pic d'adhésion, à plus de 490 000, est en 1890, un point culminant de diverses cérémonies commémoratives et d'inauguration de monuments de la guerre de Sécession. Elle est remplacée par les fils des vétérans de l'Union de la guerre de Sécession (Sons of Union Veterans of the Civil War, SUVCW), composée de descendants mâles des vétérans de l'armée de l'Union et de la marine de l'Union.

## Histoire
Après la fin de la guerre de Sécession, diverses organisations nationales et locales sont formées pour les anciens combattants afin de créer un réseau et maintenir des liens les uns avec les autres. De nombreux anciens combattants utilisent leurs expériences partagées en tant que base pour la camaraderie. Des groupes d'hommes ont commencé à se rejoindre, d'abord pour la camaraderie et, plus tard, pour le pouvoir politique. Émergeant comme l'organisation la plus influente au sein de diverses organisations durant les premières années d'après-guerre, la Grande Armée de la République est fondée le 6 avril 1866, sur les principes de « Fraternité, Charité et Loyauté », à Decatur, dans l'Illinois, par le Dr Benjamin F. Stephenson.
La GAR grandit et prospère initialement en tant que bras politique du Parti républicain de facto lors des contestations de la politique passionnée de l'époque de la Reconstruction. La commémoration des anciens combattants de l'armée de l'Union et de la Marine, noirs et blancs, est immédiatement devient liée à la politique partisane. La GAR promeut les droits de vote pour ceux qu'on appelaient alors les vétérans noirs « Nègre »/« coloré » dont ceux des United States Colored Troops, alors que de nombreux anciens combattants blancs reconnaissent leur patriotisme et leurs sacrifices, offrant l'une des premières organisations sociale/fraternelle racialement intégrée en Amérique. Les vétérans noirs, qui ont accueilli avec enthousiasme le message de l'égalité, boudent les organisations d'anciens combattants noirs, au profit des groupes racialement ouverts/intégrés. Mais quand l'engagement du Parti républicain pour réformer le Sud diminue progressivement, la mission de la GAR devient mal définie et l'organisation piétine. La GAR disparaît pratiquement au début des années 1870, et de nombreuses divisions centrées sur les états - appelées « ministères » - et des postes locaux cessent d'exister.
Dans son ordre général no 11, daté du 5 mai 1868, le premier commandant en chef de la GAR, le général John A. Logan déclare que le 30 mai doit être un Memorial Day (aussi appelé pendant de nombreuses années comme le « Decoration Day »), appelant les membres de la GAR à faire du 30 mai un événement annuel à respecter. Bien que n'étant pas la première fois que des sépultures de guerre sont décorées, l'ordre de Logan établit que le « Memorial Day » doit être le jour où les américains rendent maintenant hommage à tous leurs blessés de guerre, leurs disparus, et leurs anciens combattants décédés. Alors que les décennies passent, des commémorations similaires se propagent également à travers le Sud en tant que « Confederate Memorial Day » ou « Confederate Decoration Day », généralement en avril, menées par des organisations de soldats sudistes parallèlement aux United Confederate Veterans.
Dans les années 1880, l'organisation des anciens combattants de l'Union renaît sous une nouvelle direction qui fournit une plate-forme pour la reprise de la croissance, en préconisant des pensions fédérales pour les anciens combattants. Alors que l'organisation revit, des anciens combattants noirs la rejoignent en nombre important et organisent des postes locaux. L'organisation nationale, toutefois, ne réussit pas à appuyer le dossier pour des pensions de retraite similaires  pour les soldats noirs. La plupart des troupes noires n'ont jamais reçu de pension ou une rémunération pour des blessures subies au cours de leur service pendant la guerre de Sécession.
La GAR est organisée en « départements » au niveau de l'État et en « postes » au niveau de la communauté, et un uniforme de style militaire est porté par ses membres. Il y a des postes dans chaque État aux États-Unis, et plusieurs postes à l'étranger.
Le modèle de l'établissement de départements et de postes locaux est plus tard utilisé par d'autres organisations militaires américaines d'anciens combattants, comme les anciens combattants des guerres à l'étranger (organisée à l'origine pour les anciens combattants de la guerre hispano-américaine et de l'insurrection des Philippines) et, plus tard, la Légion américaine (pour la Première Guerre mondiale et étendue plus tard à la Seconde Guerre mondiale, la guerre de Corée, la guerre du Vietnam et les guerres du Moyen-Orient).
Le pouvoir politique de la G. A. R. augmente durant la dernière partie du XIXe siècle, et il aide à l'élection de plusieurs présidents des États-Unis, à commencer par le 18e, Ulysses S. Grant, et se terminant le 25e, William McKinley. Cinq vétérans de la guerre de Sécession et membres (Grant, Rutherford B. Hayes, James A. Garfield, Benjamin Harrison, et McKinley) sont élus président des États-Unis ; tous sont républicains. Le seul président d'après-guerre démocrate est Grover Cleveland, le 22e et 24e chef de l’exécutif. Pendant un temps, les candidats ne peuvent pas obtenir une nomination républicaine à la présidentielle ou au congrès sans l'aval du bloc des vétérans de la GAR.

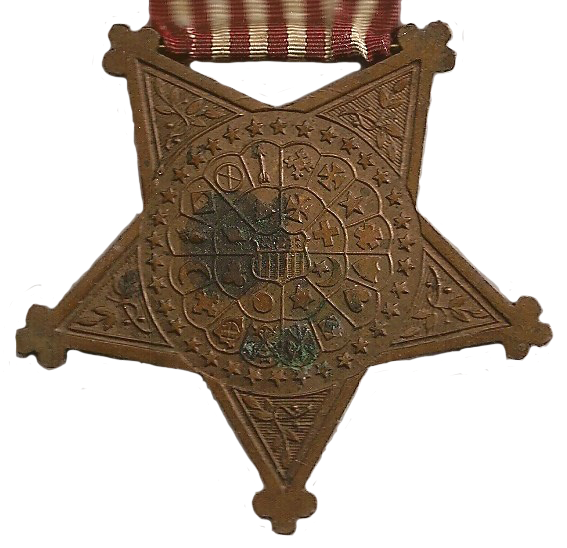
Dos de l'insigne de la Grande Armée de la République.

Avec l'adhésion strictement limitée aux « anciens combattants de la fin des désagréments », la GAR encourage la formation d'ordres alliés pour aider différentes œuvres. De nombreuses organisations masculines joutent pour la sauvegarde de la GAR, et les batailles politiques deviennent très graves jusqu'à ce que la GAR approuve enfin les Fils des vétérans de l'Union de la guerre de Sécession comme son héritier. 

### Membres féminines
Bien que majoritairement une organisation masculine, la GAR est connue pour avoir eu au moins deux membres femmes. 
La première femme connue pour être admise dans la GAR est Kady Brownell, qui a servi dans l'armée de l'Union avec son mari Robert, un soldat du 1st Rhode Island Infantry lors de la première bataille de Bull Run, en Virginie, et du 5th Rhode Island Infantry lors de la bataille de New Bern, en Caroline du Nord. Kady a été admise en tant que membre en 1870 au poste #3 Elias Howe Jr, à Bridgeport, dans le Connecticut. L'insigne de la GAR est gravé sur sa pierre tombale dans le North Burial Ground à Providence, Rhode Island
En 1897, la GAR admet Sarah Emma Edmonds qui a servi dans le 2nd Michigan Infantry déguisée en homme sous le nom de Franklin Thompson à partir de mai 1861 jusqu'en avril 1863. En 1882, elle a recueilli des déclarations sous serment de ses anciens camarades, dans un effort pour obtenir une pension d'ancien combattant qu'elle reçoit en juillet 1884. Edmonds n'est membre que pendant une brève période car elle est décède le 5 septembre 1898 ; cependant elle a droit à des funérailles avec les honneurs militaires, lorsqu'elle est inhumée à Houston en 1901.
Il est possible que d'autres femmes ont été membres de la GAR.

### Des années plus tard
Le GAR atteint son plus grand nombre d'inscriptions en 1890, avec 490 000 membres. Elle tient un « campement annuel » chaque année, à partir de 1866 jusqu'en 1949. Lors de ce dernier campement à Indianapolis dans l'Indiana, les quelques survivants votent pour conserver les agents en place jusqu'à la dissolution de l'association ; Théodore Penland de l'Oregon, le commandant de la GAR à cette époque, est donc son dernier responsable. En 1956, après la mort du dernier membre, Albert Woolson, la GAR est officiellement dissoute.

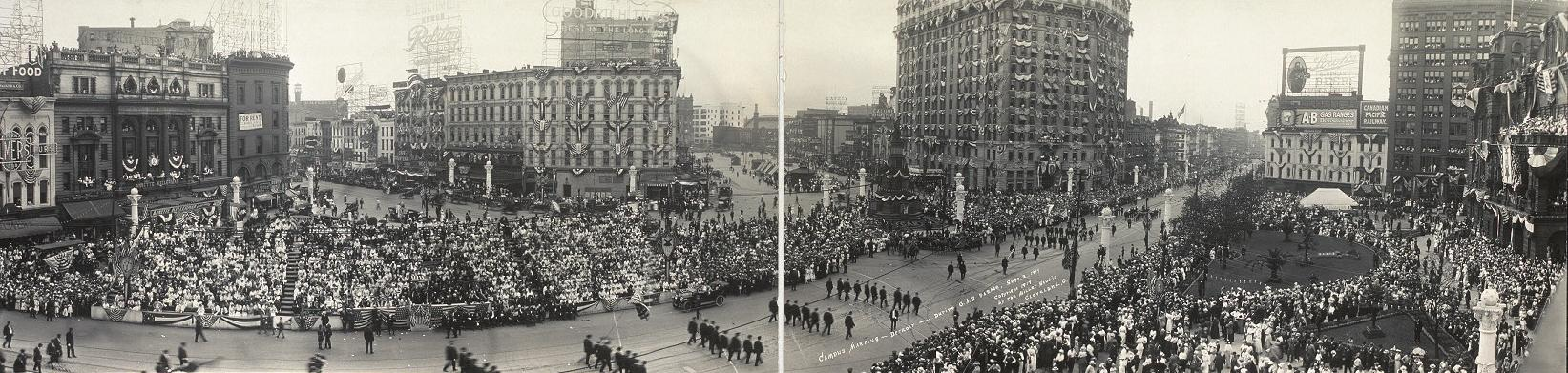
Parade de la GAR au cours du campement de 1914 à Detroit (Michigan).

## Monuments commémoratifs, honneurs et commémorations

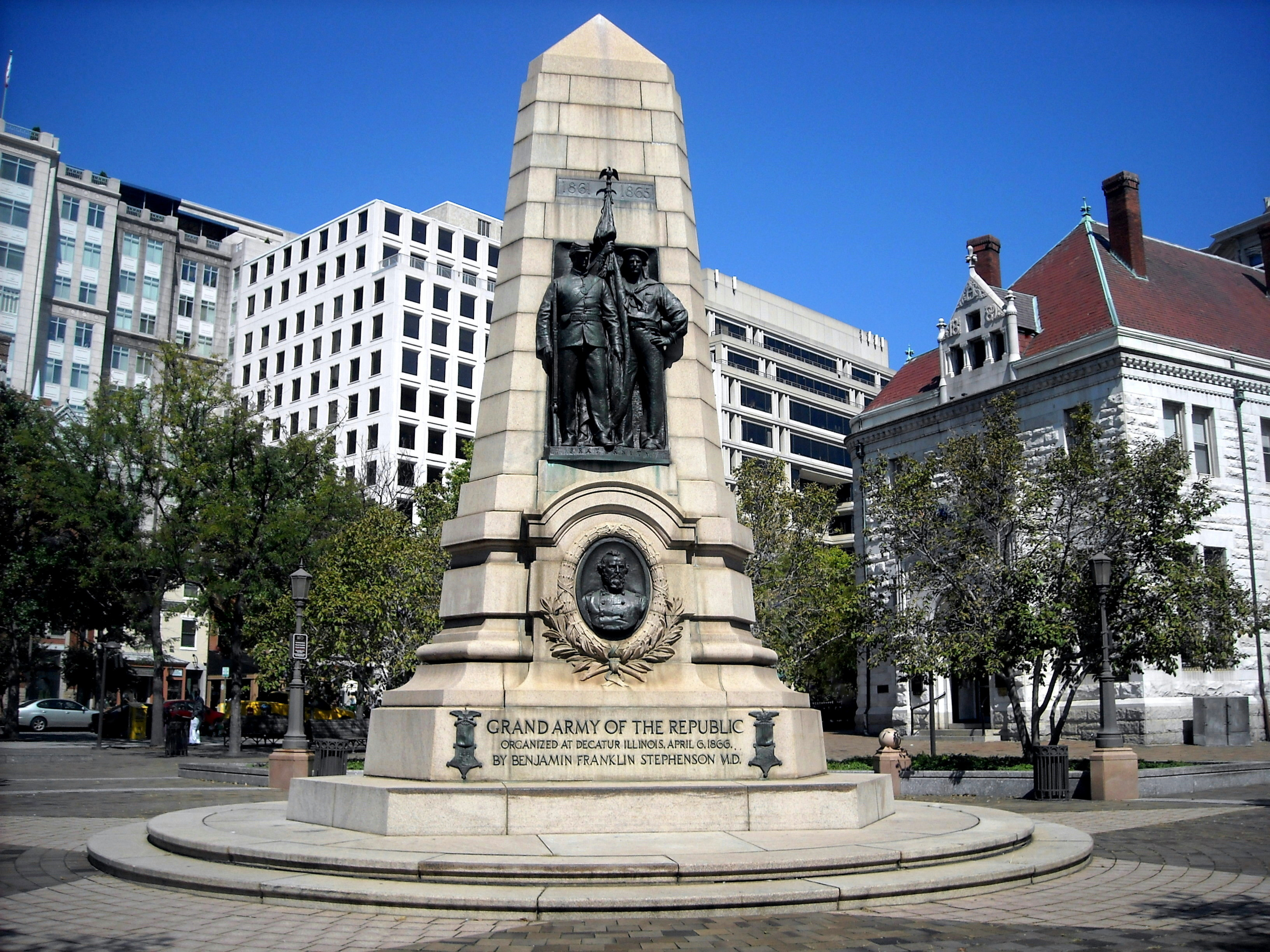
Le monument de la Grande Armée de la République Stephenson à Washington, DC

Il y a des monuments commémoratifs de la Grande Armée de la République dans de nombreuses communautés à travers les États-Unis.
La route US 6 est connue comme l'autoroute de la grande armée de la République sur toute sa longueur.
La commémoration de la guerre de Sécession sur les timbres-poste a commencé pendant le conflit par les deux camps. En 1948, la Grande Armée de la République est commémorée sur un timbre-poste. En 1951, le service postal américain imprime un timbre pratiquement identique pour la dernière réunion de l'organisation des vétérans confédérés.

## Postes nationaux
À l'exception d'Hawaii, chaque État a des « postes » de la GAR (précurseurs des halls modernes de la Légion américaine ou VFW Halls), même ceux de l'ancienne Confédération. Les postes sont composées de vétérans locaux, dont beaucoup ont participé à des évènements civiques locaux. Alors que les vétérans de la guerre de Sécession meurent ou ne sont plus en mesure de participer aux activités de la GAR, les postes sont fusionnés ou dissous. Les postes se voient attribuer un numéro séquentiel, basé sur leur admission dans l'organisation de la GAR de l'État, et la plupart des postes ont un nom informel qui honore des camarades, des batailles, ou des commandants; il n'est pas rare d'avoir plus d'un poste dans un État qui honore la même personne (comme Abraham Lincoln) et des postes changent souvent leur désignation informelle par un vote des membres locaux.
De nombreux États tiennent des campements annuels basés sur le modèle du campement national. Ces campements remplissent à la fois une fonction sociale et politique, comme les leaders de la GAR de l'État GAR sont élus, sur des plateformes politiques votées, et les problèmes des anciens combattants sont discutés ouvertement. Tout comme l'organisation nationale, les leaders de la GAR de l'État peuvent exercer une forte influence politique.

## Dans la culture populaire

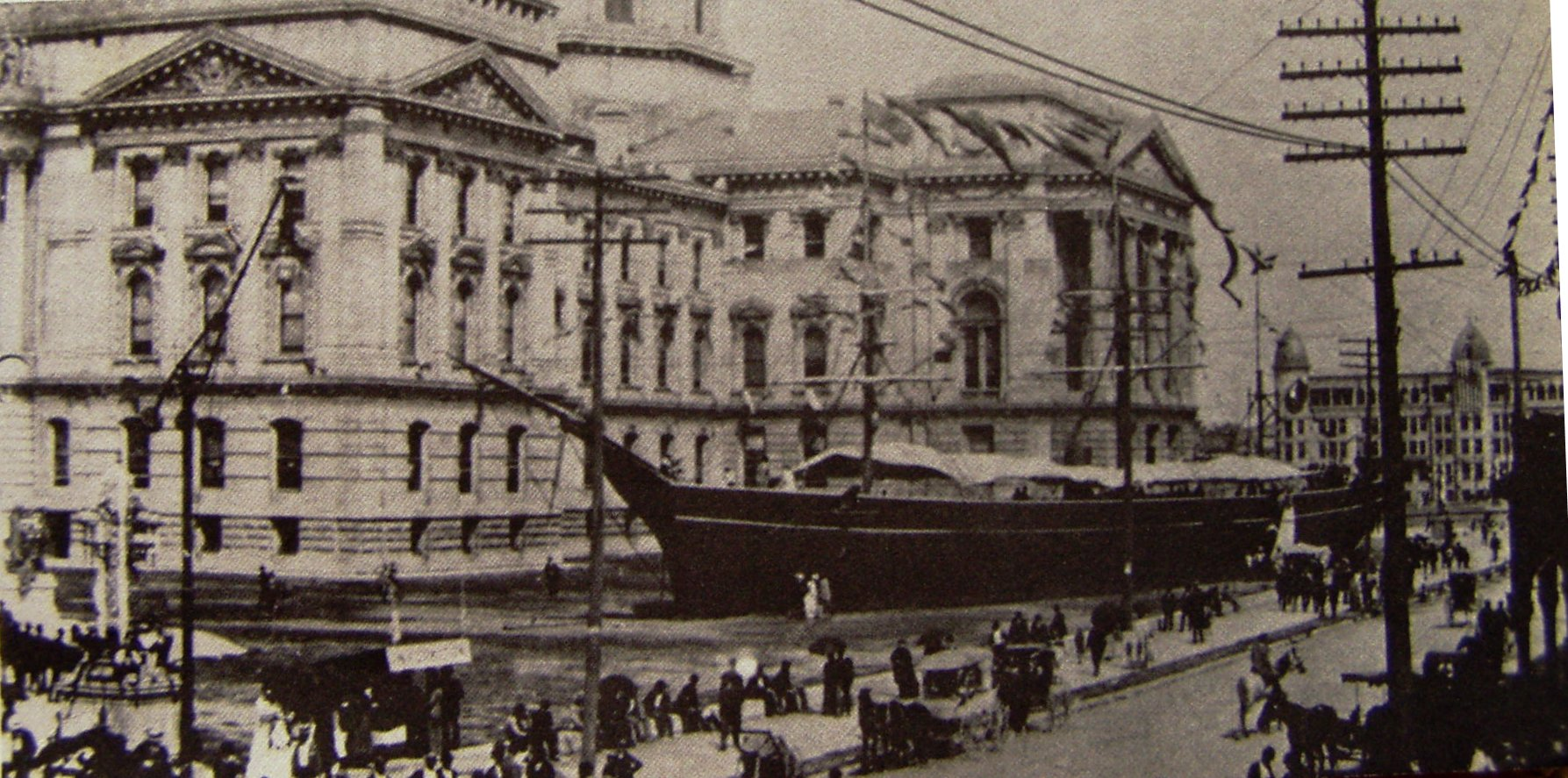
Une réplique de l' affichée en 1893 lors de la convention nationale de la GAR à Indianapolis, Indiana.

John Steinbeck dans À l'est d'Éden fait plusieurs références à la Grande Armée de la République. Malgré son très peu d'expérience de combat au cours de sa brève carrière militaire, arrêtée nette par la perte de sa jambe, le père d'Adam Trask, Cyrus rejoint la GAR et assume la stature d'un « grand homme », par son implication dans l'organisation. Sur la grandeur de l'influence de la GAR à Washington, il explique à son fils : 

« Je me demande si tu sais quelle influence j'ai vraiment. Je peux jeter la Grande Armée sur n'importe quel candidat comme une chaussette. Même le président aime savoir ce que je pense des affaires publiques. Je peux défaire des sénateurs et je peux choisir des nominations comme des pommes. Je peux faire des hommes et je peux détruire des hommes. Sais-tu cela ? »

Plus tard dans le livre, les références sont faites pour les tombes des membres de la GAR en Californie afin de souligner le passage du temps.
Sinclair Lewis se réfère également à la GAR dans son célèbre roman Main Street, comme le fait le roman classique de Charles Portis, True Grit. La GAR est brièvement mentionnée dans le roman de William Faulkner, Le Bruit et la Fureur et dans la nouvelle de Willa Cather de la courte histoire The Sculptor's Funeral fait brièvement référence à la GAR.
La GAR est mentionnée dans le deuxième couplet, rarement chanté, de la chanson patriotique You're a Grand Old Flag.
La GAR est référencée dans le poème de John McCrae, He Is There! qui a été mis en musique en 1917 par Charles Ives dans le cadre de son cycle Three Songs of the War.
En 1953, dans le roman sur une histoire alternative de Ward Moore Bring the Jubillee, les confédérés gagnent la guerre de Sécession et devient une grande puissance mondiale, tandis que le reste des États-Unis est réduit à une dépendance appauvrie. La Grande Armée de la République est le nom d'un syndicat nationaliste pour restaurer l'ancienne gloire des États-Unis par des actes de sabotage et de terrorisme.